# Хейман, Нахум
Нахум (Нахче) Хейман (ивр. נחום (נַחצֶ'ה) היימן‎;
6 мая 1934, Рига, Латвия — 17 августа 2016, Кфар-Сава) — израильский композитор, музыкант и музыкальный продюсер. Хейман, автор более чем тысячи песен, сотрудничал со многими ведущими израильскими поэтами и исполнителями, был создателем саундтреков к израильским и британским фильмам, возглавлял «отдел ностальгии» звукозаписывающей компании «Геликон», а позже основал Общество наследия ивритской песни. Лауреат Премии Израиля (2009).

## Биография
Нахум Хейман родился в Риге в 1934 году. По его собственным словам, музыкальные традиции в его семье были давними — отец отлично играл на балалайке, дед, служивший на флоте, на гармошке, а прадед был известным скрипачом. Хейман в шутку говорил, что его предки, вероятно, были музыкантами ещё в Иерусалимском храме. Родители Нахума были сионистами-ревизионистами, и в доме говорили на иврите, ставшем для мальчика родным языком.
В пять лет Нахум иммигрировал с семьёй в подмандатную Палестину, где начал брать уроки игры на фортепиано. Однако вскоре его музыкальное обучение было прервано: мальчик заболел полиомиелитом. Нахум провёл в больнице три года, и когда выписывался, его пальцы всё ещё были парализованными; для их разработки ему порекомендовали заниматься на аккордеоне, и с 17 лет он играл на этом инструменте, постепенно преодолев последствия болезни. По этой же причине играл также и на губной гармошке.
В возрасте 14 лет из-за развода родителей Нахум был отправлен в кибуц Наан, где жил отдельно от них. В Наане он познакомился с творчеством композитора Давида Захави, бывшего членом этого кибуца. Позже Давида перевели в кибуц Кфар-ха-Маккаби. В Кфар-ха-Маккаби он прожил год перед мобилизацией в армию и в процессе пребывания там сошёлся с членами соседнего кибуца Рамат-Йоханан — хореографом Леей Бергштейн, композитором Матитьяху Шелемом и Тирцей Худес, бывшей одной из популяризаторов искусства народного танца в еврейском ишуве. В это время он начал играть как аккомпаниатор в кружке народных танцев, но постоянно конфликтовал с Худес из-за своего пристрастия к музыкальной импровизации. К этому периоду относится первая собственная песня Хеймана — «Ницаним ниру баарец» (рус. Цветы показались на земле) на текст «Песни песней», написанная им в 17 с половиной лет; к этому времени он всё ещё не освоил нотную запись.
В ЦАХАЛе Хейман служил в НАХАЛе, как инструктор курсов еврейской песни и член отряда поддержки ансамбля НАХАЛя, а также как резервный аккордеонист ансамбля, который из-за большой популярности иногда выступал сменными составами одновременно в нескольких местах. Впоследствии, однако, он настоял на прохождении резервистской службы в боевых частях и был включён в состав мобильного патруля 210-й бронетанковой дивизии, с которой участвовал в трёх войнах и был трижды ранен.
После увольнения с действительной службы Хейман женился (от жены Далии у него впоследствии были две дочери — Си, ставшая певицей, и Билли) и присоединился к кибуцу Бейт-Альфа, руководство которого согласилось финансировать его обучение в колледже для учителей музыки с тем, чтобы он затем занял эту должность в местной школе. Он проучился в колледже до 1961 года, в числе его учителей в эти годы были композиторы Пауль Бен-Хаим и Гари Бертини (последний преподавал ему дирижёрское искусство). В 1963 году, взяв в кибуце полугодовой отпуск, он поехал в Лапландию, где четыре месяца прожил на Крайнем Севере в одном из местных племён. По возвращении в Израиль Хейман руководил созданием нескольких ансамблей, в том числе знаменитого в Израиле хора «Геватрон» и сопровождавшего его инструментального квинтета «Гильбоа». Песни Хеймана в 1960-е годы составляли существенную часть репертуара «Геватрона». Его песни также звучали в эти годы на многочисленных песенных фестивалях, он тесно сотрудничал с поэтом Натаном Йонатаном — это содружество началось ещё в 1957 году с песни «Хопим» (рус. Берега). Для ряда начинающих исполнителей, позже завоевавших широкую популярность, Хейман написал их первые песни, в том числе «Илу коль ха-охавим» (рус. Если бы все влюблённые) и «Им питом» (рус. Если вдруг) для Хавы Альберштейн, «Ат ве-ани ве-ха-руах» (рус. Ты и я и ветер) и «Садот еруким» (рус. Зелёные поля) для дуэта «Парварим», «Циюр бе-цваим» (рус. Рисунок красками) для Ализы Азикари и «Матай» (рус. Когда) и «Эрев шаббат» (рус. Приход субботы) для Аснат Паз. В конце 1960-х годов Хейман также начал писать музыку для кинофильмов и сериалов. Его первый опыт в данном качестве состоялся в 1968 году, когда для фильма «Война после войны» он написал песни «Мирдаф» (рус. Погоня) и «Эрец шива ха-миним» (рус. Земля семи плодов).
В 1968 году по приглашению композитора Мишеля Леграна Хейман с семьёй переехал в Париж. Там он с помощью французского поэта Эдди Марне переработал свою песню «Рак хед колех» (рус. Только эхо твоего голоса) для греческой певицы Наны Мускури. Эта песня под названием «Le jour où la colombe» стала одним из символов борьбы против режима «чёрных полковников» в Греции. Среди других исполнителей, с которыми Хейман сотрудничал во Франции, были Мари Лафоре, Серж Лама, Максим ле Форестье, а также проживающие во Франции израильтяне Майк Брант и Рика Зарай. В этот же период он работал и с американцем Тони Беннеттом. Во время пребывания во Франции он как вольнослушатель посещал курсы по авторскому праву на юридическом факультете Сорбонны.
Прожив несколько лет во Франции, Хейман снова переехал, на сей раз в Лондон, куда его пригласил знакомый с ним по Израилю Хаим Тополь. В Англии Хейман, уже несколько лет сочинявший музыку для израильского кинематографа, официально получил в 1977 году первую степень по этой специальности в Лондонской школе кино. Одновременно с учёбой он работал в местном отделении Еврейского агентства, а спустя несколько лет после переезда с помощью швейцарского инвестора открыл в Лондоне звукозаписывающую фирму. Компания Хеймана в Англии просуществовала девять лет как лейбл Lamborghini Records. Пиком его пребывания в Англии стало сочинение музыки к британскому телесериалу на библейские сюжеты, который снимали Джон Хейман и Хаим Тополь; саундтрек Хеймана в этом сериале исполнял Лондонский симфонический оркестр в полном составе.
Прожив в Западной Европе 16 лет, Хейман вернулся в Израиль. Там он сформировал из молодых исполнителей ревю «Хопим», которое шло на израильских сценах порядка двух лет. Среди участников шоу были Меир Банай, исполнявший песни Хеймана «Тфилат даяг» (рус. Молитва рыбака) и «Ат шомаат» (рус. Ты слышишь), Моше Дац, в будущем получивший известность в дуэте со своей женой Орной, и Хани Ливне, для которой Хейман также выступил продюсером её первого альбома. После этого Хейман чередовал преподавательскую, продюсерскую и административную деятельность (в частности, в течение трёх лет занимая должность художественного директора фестиваля еврейской песни в Араде).
В 1996 году вышел в свет первый сольный альбом Нахума Хеймана, и в этом же году его пригласили на должность директора отдела «ностальгии» в крупной израильской звукозаписывающей фирме «Геликон». На этом посту он отвечал за программу переиздания на пластинках старых записей песен на иврите. В 1999 году Хейман объявил о банкротстве. Раздав долги и разведясь с третьей женой, он жил в тяжёлых финансовых условиях, а его здоровье сильно пошатнулось. После выхода в эфир телевизионной программы, посвящённой Хейману, премьер-министр Израиля Биньямин Нетаньяху и министр культуры Лимор Ливнат подобрали ему работу консультанта в проекте по сохранению и каталогизации песенного наследия на иврите. По завершении этого проекта Хейман продолжил работу уже самостоятельно, организовав Общество наследия ивритской песни, под эгидой которого были выпущены десятки дисков со старыми записями.
Нахум Хейман умер в августе 2016 года в больнице «Меир» в Кфар-Саве, куда был госпитализирован с острым стрептококковым воспалением. Он похоронен на кладбище «Менуха Нахона» в Кфар-Саве.

## Творчество
В общей сложности Нахум Хейман за годы творческой карьеры написал свыше 1000 песен. Его музыка звучит в 122 фильмах и сериалах.
Продуктивным было сотрудничество Хеймана с поэтом Натаном Йонатаном, с которым они написали с 1957 года около сотни песен. Многие из них, в том числе «Хопим» (рус. Берега), «Ха-холь изкор» (рус. Песок будет помнить) и «Ширим ад кан» (рус. Песни заканчиваются) стали классикой ивритского песенного творчества; песня Хеймана «Цивей ха-зман» (рус. Цвета времени) на слова Натана Йонатана стала одним из первых израильских блюзов. С поэтом Йоси Гамзу Хейман написал песни «Илу коль ха-охавим» и «Ма ше-еш ли ломар» (рус. То, что я могу сказать), вошедшие в дебютный альбом группы «Парварим».
Из произведений Хеймана, написанных для кино, наиболее известна песня «Кмо цемах ха-бар» (рус. Как полевой цветок), созданная для сериала «Мой дядя и друг» по роману Наоми Френкель.
Песня «Став» (рус. Осень), написанная на стихи Зеэва Хавацелета для певицы Нехамы Хендель, впоследствии исполнялась французским певцом Максимом ле Форестье под названием «Madam». Ле Форестье исполнял по-французски также песню на мелодию Хеймана «Маленькая фуга», написанную для дуэта «Парварим». Песня «Ат ве-ани ве-ха-руах» была переведена на английский Дэвидом Боуи и исполнялась как «You and me and the morning wind» шотландским дуэтом Робин Холл-Джимми Макгрегор. Мелодия песни «Рак хед колех» (оригинальный текст Эйтана Переца) была использована в песне Наны Мускури «Le jour où la colombe», слова которой написал Эдди Марне.

### Дискография
В дискографии Нахума Хеймана на сайте MOOMA перечислены пять сольных альбомов:
- 1970 — Butterflies («Исрадиск»)
- 1970 — «Ха-она ха-хамишит» («Пятое время года», CBS)
- 1977 — «Песни Нахума Хеймана» (GRP Records)
- 1992 — «Иш ха-ширим» («Человек песен», «Хед Арци»)
- 2005 — «Избранное» (NMC)

Кроме того, песни на его музыку входят в состав ещё более чем 30 альбомов, изданных в период с 1967 по 2004 год.

## Награды и премии
Творчество Нахума Хеймана было удостоено ряда наград, высшей из которых стала Премия Израиля, присуждённая ему в 2009 году. Комиссия по присуждении премии, которую возглавлял Йорам Гаон, отметила, что за более чем 50 лет творческой карьеры Хейман создал свыше тысячи песен и других музыкальных произведений, многие из которых со временем стали народными и вошли в золотой фонд ивритской песни. Особо была выделена его роль в создании песенных ансамблей, фестивалей ивритской песни и открытии новых талантов, а также в сохранении ивритского песенного наследия в годы, предшествующие присуждению премии.
Среди других наград Нахума Хеймана — премия «Золотое перо» Израильского общества композиторов, авторов и издателей (АКУМ) за дело жизни, приз Израильской академии кино за достижения карьеры и почётный приз кнессета за выпуск «ностальгической серии» альбомов старых ивритских песен. Его песня «Ахава бе-холот» (рус. Любовь в песках) была избрана «песней века» в Тель-Авиве.